# Верхнебиккузино
Верхнебиккузино (баш. Үрге Бикҡужа) — деревня в Кугарчинском районе Башкортостана, входит в состав Нижнебиккузинского сельсовета.

## Население
| 2002 | 2009 | 2010 |
| ---- | ---- | ---- |
| 277  | ↘257 | ↘214 |

Национальный состав

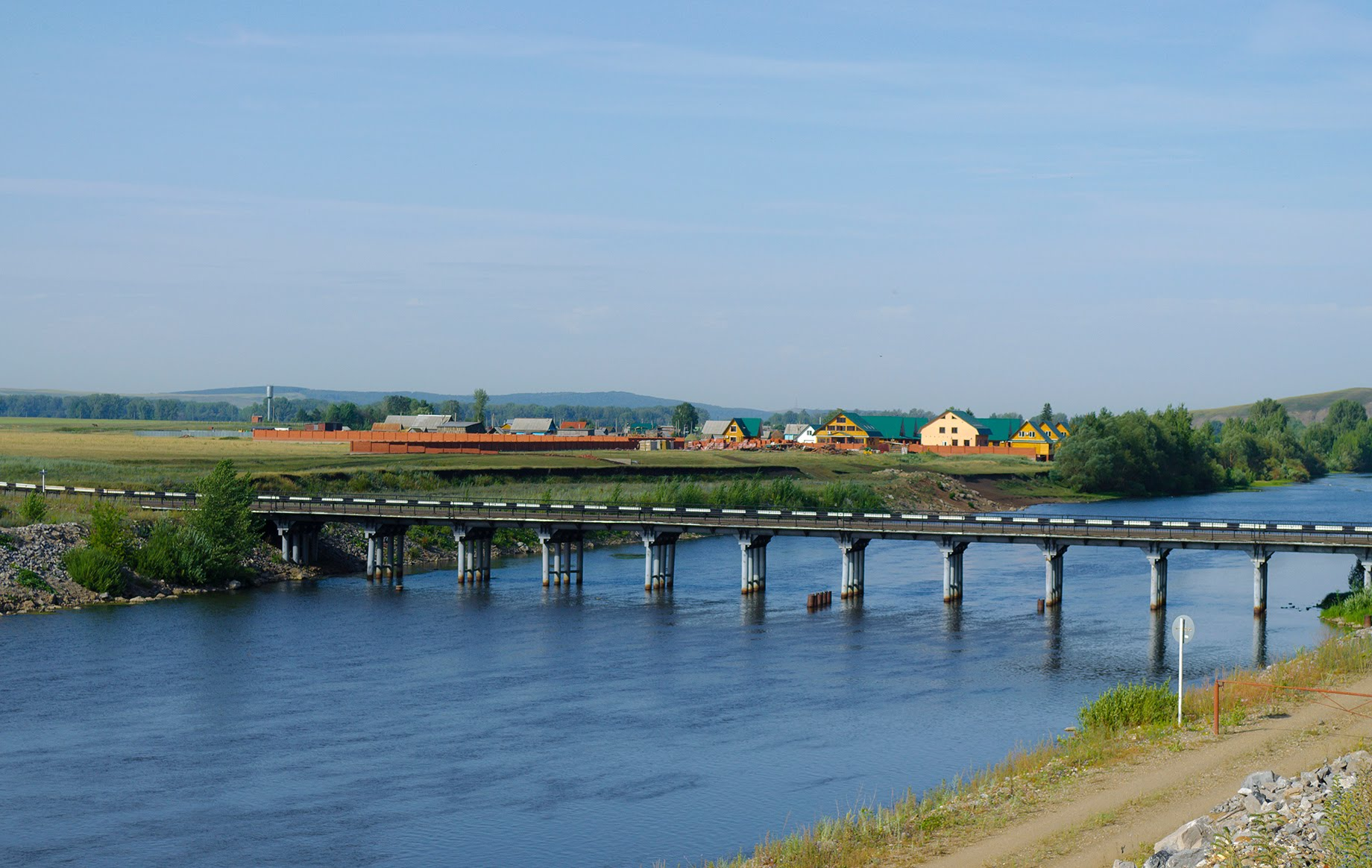
Мост через реку Белую в окрестностях деревни Верхнебиккузино

Согласно переписи 2002 года, преобладающие национальности — башкиры (65 %), татары (33 %).

## Географическое положение
Находится на берегу реки Белой.
Расстояние до:
- районного центра (Мраково): 47 км,
- центра сельсовета (Нижнебиккузино): 5 км,
- ближайшей ж/д станции (Мелеуз): 92 км.

## Люди, связанные с селом
- Бикбаев, Насибулла Рахматуллович (7 октября 1897 — 27 сентября 1937) — партийный и государственный деятель, участник Гражданской войны и деятель Башкирского национального движения.